# Ananasschneider
Ein Ananasschneider ist ein Gerät zum Aufschneiden von Ananasfrüchten und ist in verschiedenen Bauweisen und Materialien erhältlich. Der Vorteil ist die einfache und schnelle Handhabung sowie häufig sauber geschnittene, gleichmäßige Scheiben oder Stückchen.

## Funktionsweise
Zunächst wird – modellunabhängig – von der ganzen Ananasfrucht oben mit einem gewöhnlichen Messer ein Deckel abgeschnitten.
Während bei einfacheren Modellen die Ananas mit einem Messer geteilt werden muss und das Gerät beim Lösen von Strunk und Fruchtfleisch behilflich ist, dreht man bei aufwändigeren Geräten den Schneider von oben korkenzieherartig in die offene Frucht. Dabei wird das Fruchtfleisch sowohl von der Außenhülle als auch vom Kern durch senkrechte Rohre getrennt. Bei manchen Geräten wird durch ein spiralartiges, waagerechtes Messer die Frucht scheibenartig in eine lange Spirale geschnitten (dadurch lassen sich keine geschlossenen Ringe erzeugen), während das Fruchtfleisch von Strunk und Fruchthülle entfernt wird. Bei diesen Geräten muss das von Gehäuse und Kern getrennte Fleisch anschließend mit einem handelsüblichen Messer in richtige Scheiben geschnitten werden.
Da beim Korkenzieherschneider der Fruchtkern zwischen Messer und Griff des Ananasschneiders hängenbleibt (s. zweites Foto von rechts), muss der Drehgriff des Schneiders entfernt werden, um den Kern nach oben hinauszudrücken.

## Kritik
Durch die unregelmäßige Form der Ananas bleibt im Bereich des Bauches eine größere Menge Fruchtfleisch an der Außenhülle hängen, während sich im Kopfbereich bereits Reste der Schale im Fruchtfleisch finden können. Auch ist ein Ananasschneider prinzipbedingt nur für genormte Ananasgrößen verwendbar, da kleinere Früchte zerfallen und bei größeren Früchten weitere Abfälle anfallen würden. Schneidet man die Ananas mit einem handelsüblichen Küchenmesser, besteht die Möglichkeit, auf die Unebenheiten jeder Frucht individuell einzugehen.
 Außerdem heißt es, dass bei der Ananas die Vitamine und die Enzyme hauptsächlich in der Mitte sitzen; weshalb gelegentlich empfohlen wird, den faserreichen Fruchtkern nach Möglichkeit mitzuessen.

## Bilder eines Ananasschneiders mit Spiralmesser

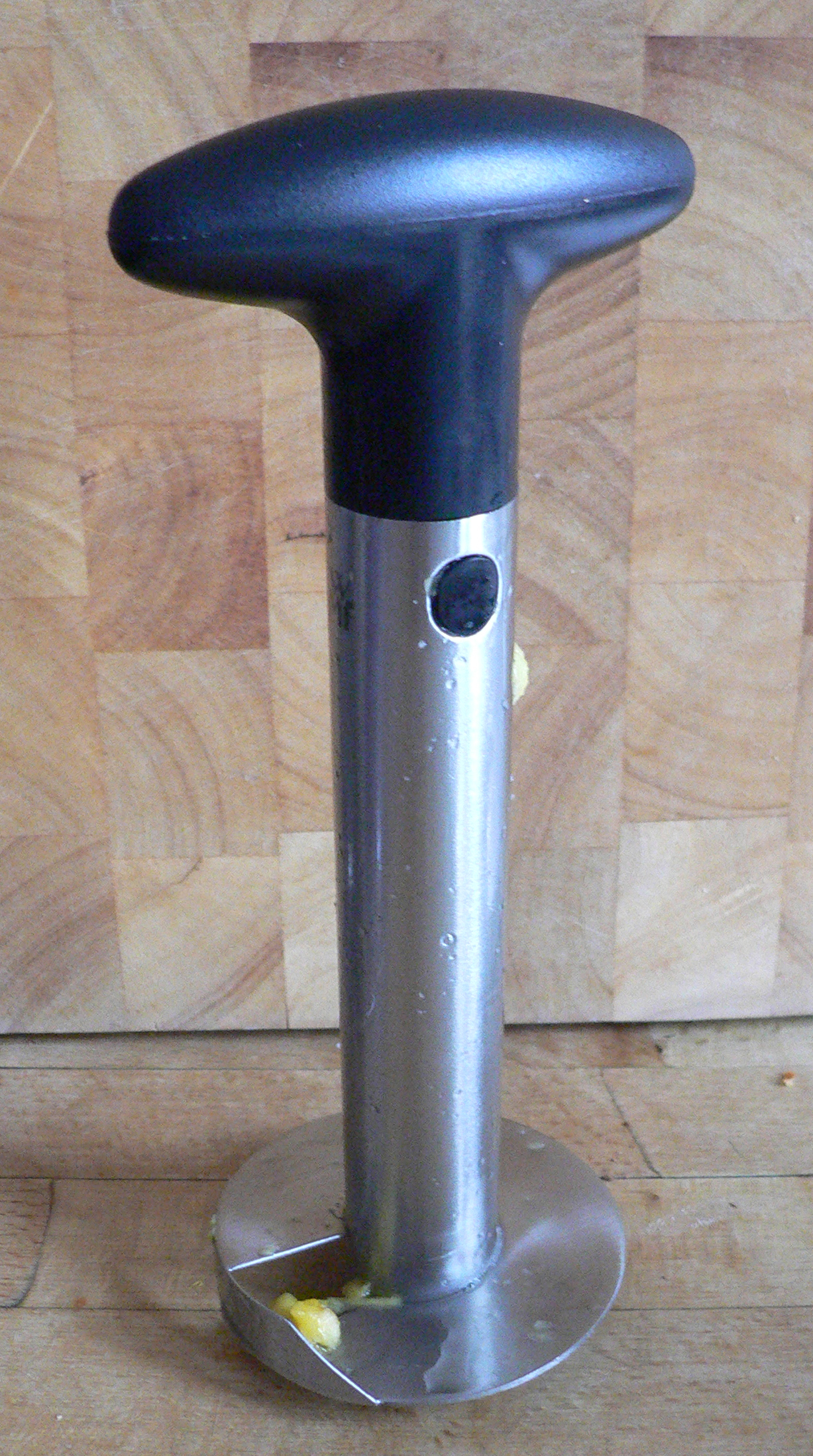
Ananasschneider
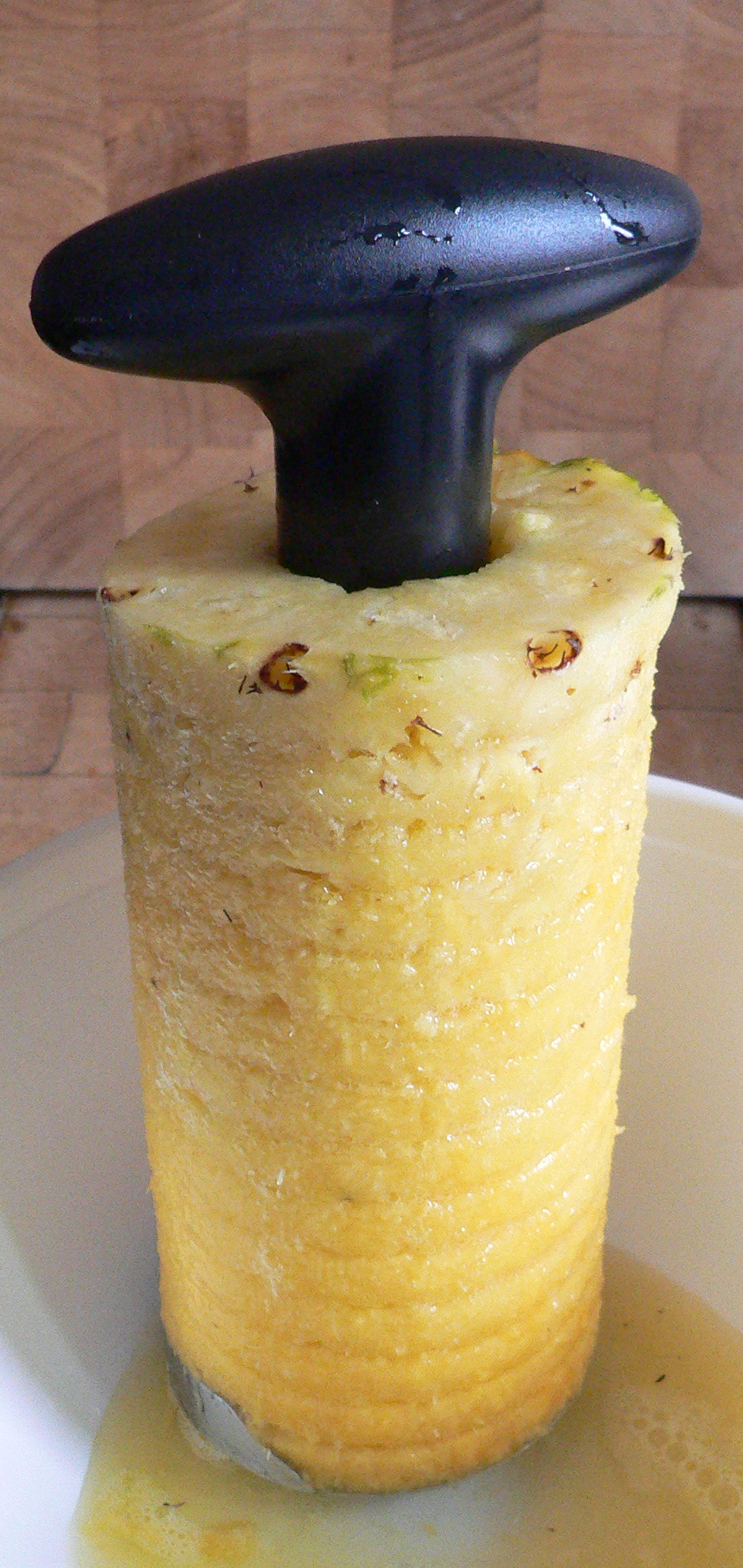
… mit herausgeschnittener Fruchtspirale
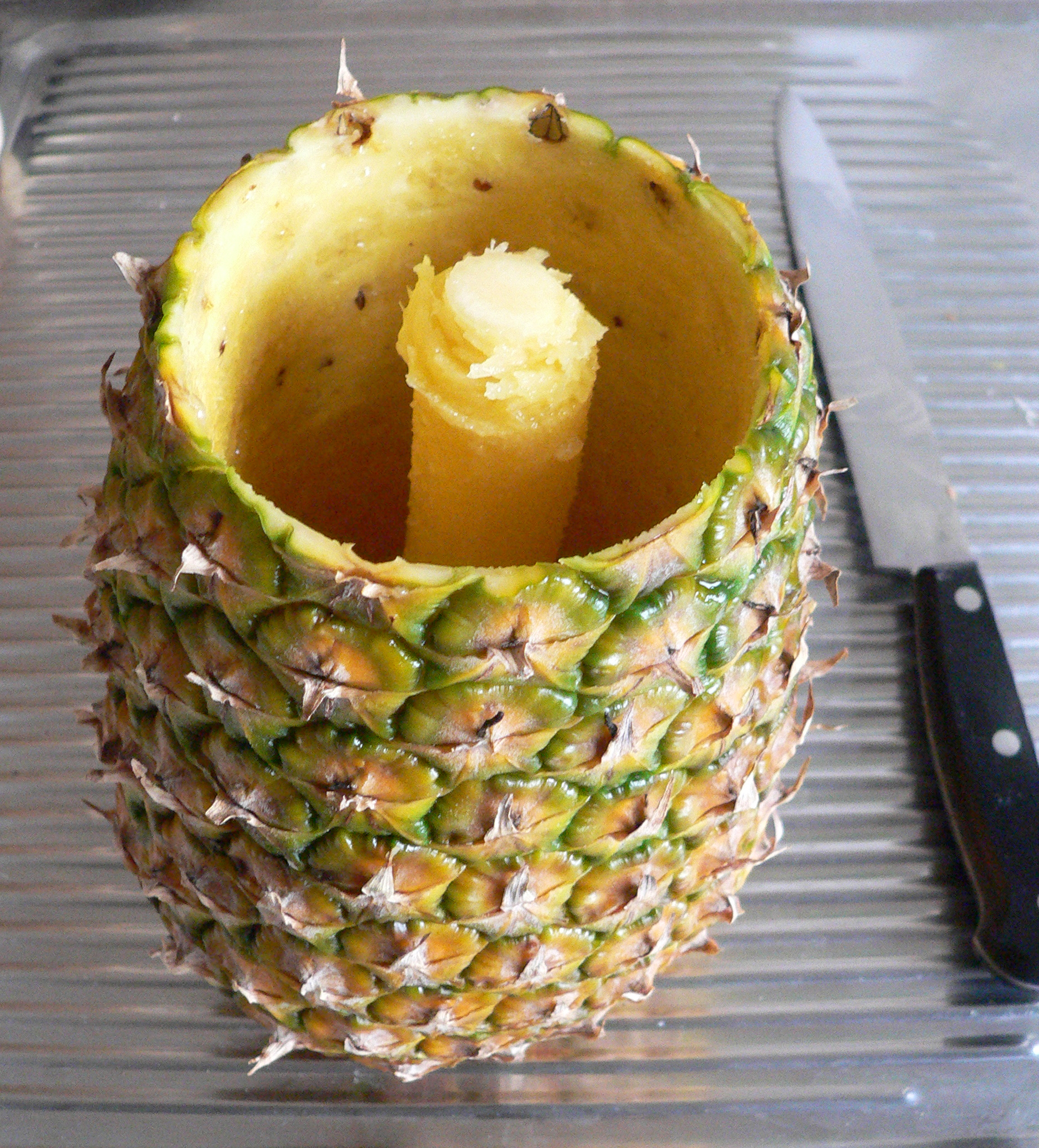
Ananasrest mit Kern und Hülle
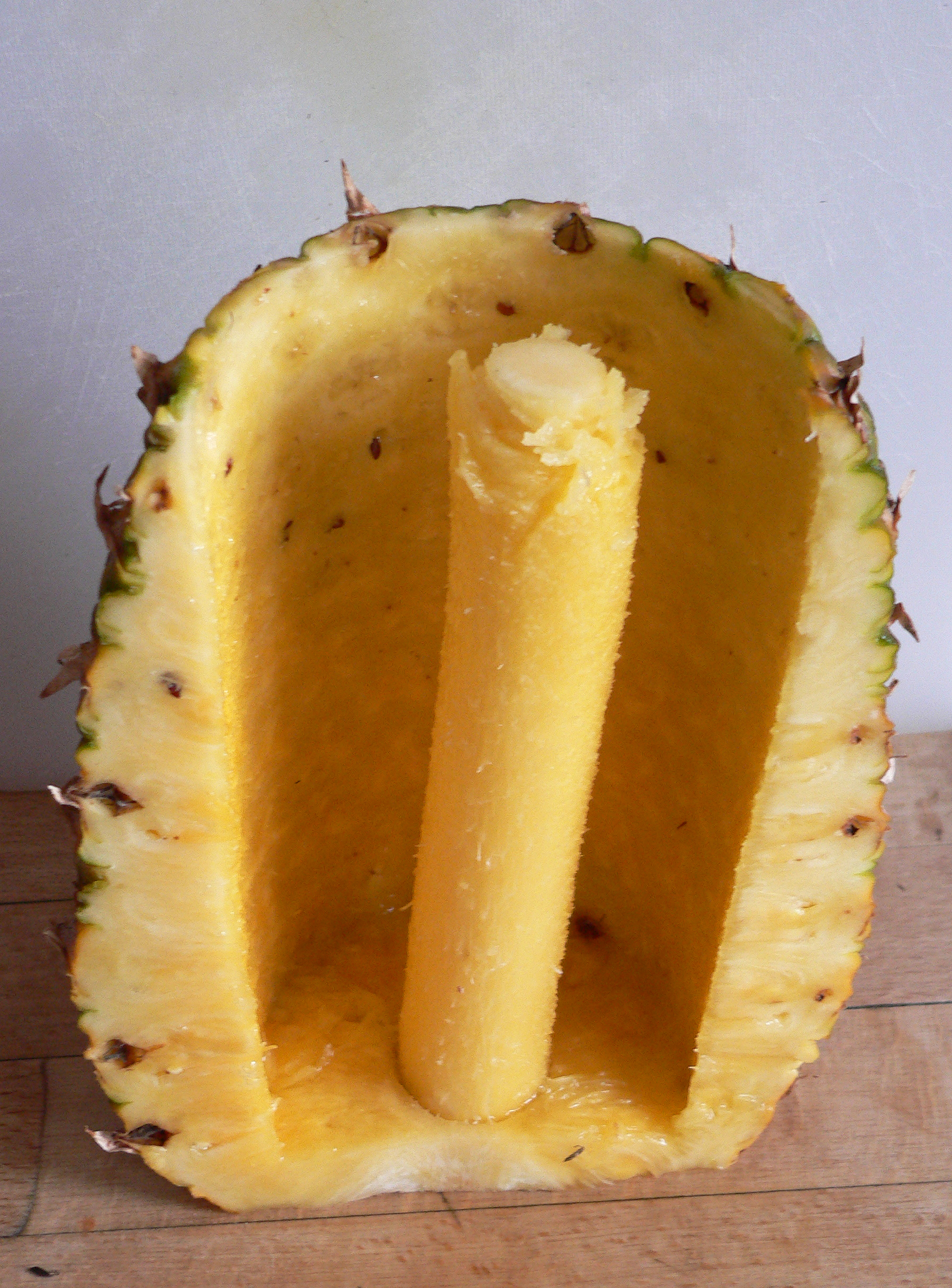
… und aufgeschnitten